# Старое Бадиково
Старое Бадиково (м. Сире Байдеку) — село, центр сельской администрации в Зубово-Полянском районе Мордовии России.

## География
Расположено на левом берегу Вада, в 32 км от районного центра и железнодорожной станции Зубова Поляна.

## История
Название-антропоним. В «Списке населённых мест Тамбовской губернии» (1866) в Старом Бадикове Темниковского уезда 144 двора (1039 чел.). По данным подворной переписи 1882 г., в Старом Бадикове Спасского уезда 208 дворов (1622 чел.). В 1930-х гг. был организован колхоз им. Калинина, с 1970 г. — укрупненное хозяйство им. Свердлова, с 1980 г. — ТОО «Восход», с 1996 г. — СХПК «Старобадиковский».
В современном селе — средняя школа, библиотека, Дом культуры, отделение связи, медпункт, магазин; памятник воинам, погибшим в годы Великой Отечественной войны. Возле села — Старобадиковский могильник, Старобадиковское поселение.

## Население
| 2002 | 2010 |
| ---- | ---- |
| 646  | ↘475 |

Национальный состав
Согласно результатам Всероссийской переписи населения 2002 года, в национальной структуре населения мордва-мокша составляли 94 %.

## Источник
- Энциклопедия Мордовия, Н. Н. Щемерова.